# Bosnia otomană
Acest articol se referă la Bosnia, provincie a Imperiului Otoman.  Pentru alte sensuri, vedeți Bosnia (dezambiguizare).
Provincia Bosnia a fost una dintre cele mai importante provincii ale Imperiului Otoman, cea mai apuseană, aflată pe teritoriul de azi al statului Bosnia și Herțegovina. 
În perioada otomană, Bosnia a fost organizată ca un singur sangeac sau, după 1580, ca pașalâc împărțit în mai multe sangeacuri. 
Pe la mijlocul secolului al XVII-lea, când Bosnia Otomană a avut cea mai mare întindere, pașalâcul acoperea întregul teritoriu al statului modern Bosnia și Herțegovina și cea mai mare parte a Slavoniei, Lika și Dalmației. Pașalâcul era împărțit în opt sangeacuri și 28 de avanposturi militare:
- sangeacul Požega (2 avanposturi)
- sangeacul Bosnia (7 avanposturi)
- sangeacul Bihać (4 avanposturi)
- sangeacul Krk sau Lika (7 avanposturi)
- sangeacul Klis (4 avanposturi)
- sangeacul Herțegovina (4 avanposturi)
- sangeacul Zvornik
- sangeacul Cernik

În același secol al XVII-lea, datorită războaielor otomane din Europa, provincia a pierdut treptat teritorii. După Tratatul de la Karlowitz, provincia scăzuse la 4 sangeacuri (3 dintre ele cu teritoriul diminuat la rândul lor) și 12 avanposturi militare. Înainte de tratatul de la Passarowitz, au mai fost formate 28 de avanposturi, mai mult de jumătate dintre ele de-a lungul frontierelor. Acest tip de administrație militarizată corespundea „Frontierei militare austriece" de cealaltă parte a graniței. Primul centru administrativ al regiunii a fost Saraybosna între 1463 și 1583 și din nou între 1851 și 1878, iar Banjaluka între 1583 și 1686 și Travnik între 1686 și 1851 au fost capitala administrativă a regiunii.